# Fitzwilliam Darcy
Fitzwilliam Darcy es un personaje ficticio creado en 1813 por Jane Austen en la novela Orgullo y prejuicio. Es considerado uno de los principales personajes de la literatura romántica inglesa.

## En la novela

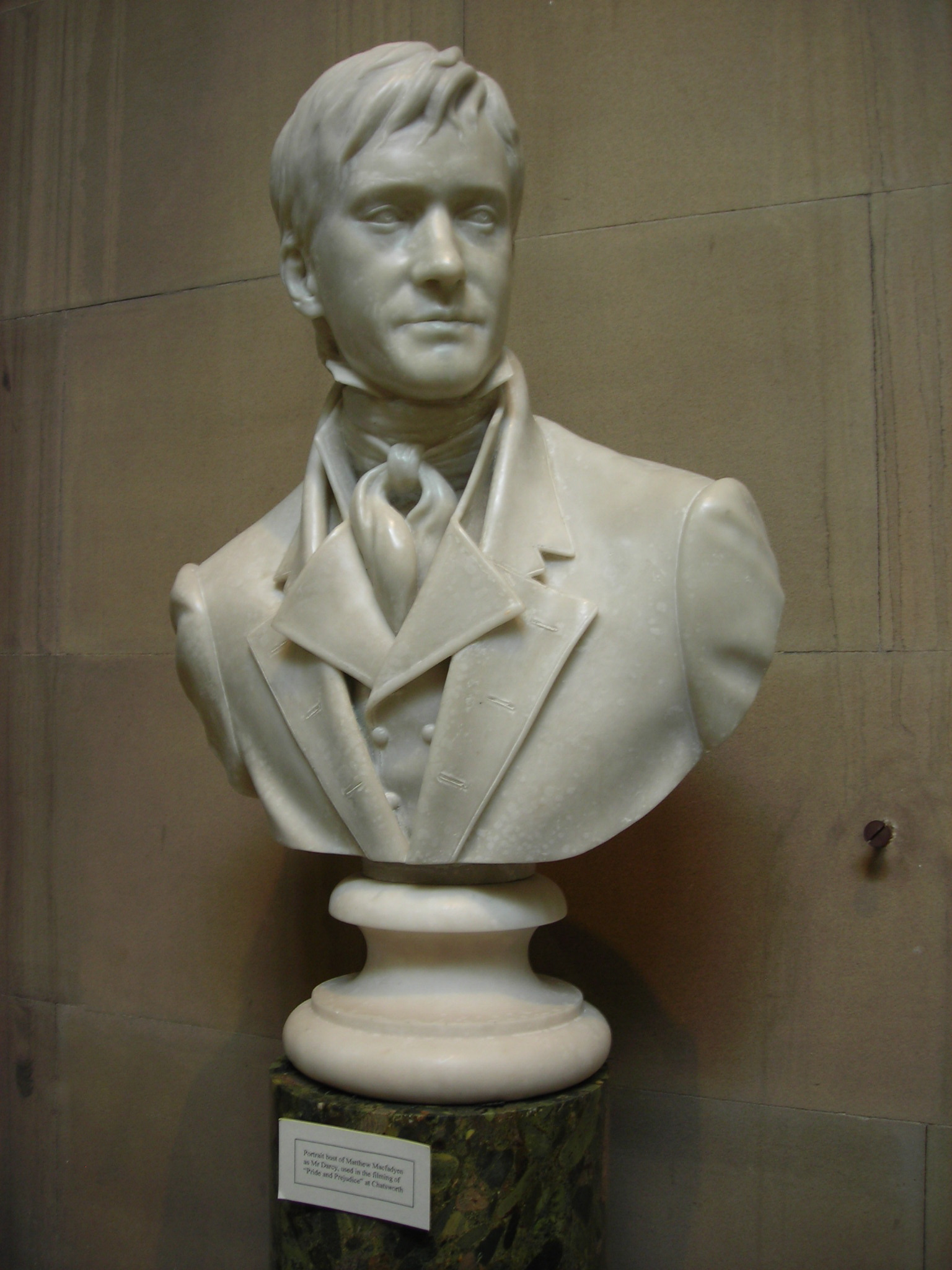
Busto de Mr. Darcy basado en los rasgos de Matthew Macfadyen usado en el film Orgullo y Prejuicio (2005).

Charles Bingley se establece en Netherfield, Hertfordshire, lo acompañan sus hermanas, Caroline y Louisa, el esposo de Louisa, el Sr. Hurst, y su amigo Fitzwilliam Darcy. Darcy es un joven de 28 años, alto, muy apuesto, de elevada alcurnia, dueño de una de las propiedades más importantes de Derbyshire, Pemberley; de carácter reservado y firmes opiniones, conoce a la familia Bennet. Pronto Bingley se interesa por Jane, la mayor, mientras que Darcy inicia una serie de desencuentros con la segunda de las hijas, Elizabeth Bennet, Lizzie, una joven inteligente e independiente, que durante un baile lo escucha decir que "no es lo suficientemente bonita como para tentarlo". Herida en su orgullo y sin mucho ánimo de relacionarse con él, a menudo enfrenta las opiniones de Darcy. Jane se pone enferma durante una visita a casa de los Bingley, lo que la obliga a permanecer unos días en cama. Lizzie la acompaña, lo que le da la oportunidad a Darcy de conocerla un poco más. 
Más tarde Lizzie conoce a George Wickham, un antiguo conocido de Darcy, quien le habla constantemente mal del joven aristócrata, lo que solo aumenta la aprensión de Lizzie hacia Darcy.
Darcy se ha enamorado de Lizzie pero los Bingley abandonan Netherfield para evitar que Bingley se comprometa con Jane. Meses después, Darcy encuentra a Lizzie en Rosings, la propiedad de Lady Catherine, su tía. Darcy, que ha luchado durante meses contra sus sentimientos, se da cuenta de que le resulta imposible vivir sin Elizabeth y -contra toda expectativa- le propone matrimonio. Ignora sin embargo que ella se ha enterado de que fue él quien convenció a Bingley de abandonar Netherfield, rompiendo el corazón de Jane, y además Wickham le ha dicho que Darcy, en contra de los deseos de su padre, le ha arrebatado la herencia que le correspondía.
La proposición de Darcy le resulta sumamente desagradable a la joven, por la referencia a la condición social de su familia y el esfuerzo tan grande que manifiesta hacer para superar su inferioridad.
«Se explicaba bien, pero no sólo de su amor tenía que hablar, y no fue más elocuente en el tema de la ternura que en el del orgullo. La inferioridad de Elizabeth, la degradación que significaba para él, los obstáculos de familia que el buen juicio le había hecho anteponer siempre a la estimación. Hablaba de estas cosas con un ardor que reflejaba todo lo que le herían, pero todo ello no era lo más indicado para apoyar su demanda.»
Lizzie rechaza, en similares términos a Darcy y le explica que no solo es por lo "poco educado" de su propuesta sino por lo que hizo a Jane y a Wickham.
«También podría yo ––replicó Elizabeth–– preguntar por qué con tan evidente propósito de ofenderme y de insultarme me dice que le gusto en contra de su voluntad, contra su buen juicio y hasta contra su modo de ser. ¿No es ésta una excusa para mi falta de cortesía, si es que en realidad la he cometido? Pero, además, he recibido otras provocaciones, lo sabe usted muy bien. Aunque mis sentimientos no hubiesen sido contrarios a los suyos, aunque hubiesen sido indiferentes o incluso favorables, ¿cree usted que habría algo que pudiese tentarme a aceptar al hombre que ha sido el culpable de arruinar, tal vez para siempre, la felicidad de una hermana muy querida?»
Darcy, le escribe una carta a la joven donde le explica que en el caso de Jane, creía firmemente que la joven no sentía  por Bingley lo mismo que Bingley por ella, que no pretendió hacerle daño sino que le hacía un favor a su amigo y luego narró los abusos y la mala conducta de Wickham, cómo incluso pretendió seducir y fugarse con su hermana Georgiana, de 15 años, con la idea de quedarse con la herencia de la joven y cómo, al darse cuenta de que no heredaría nada, huye dejándola con el corazón roto. La carta y una serie de hechos confirman a Lizzie que estaba equivocada.
Darcy y Lizzie se encuentran accidentalmente en Pemberley, luego de que Elizabeth emprendiera un viaje con sus tíos de Londres. Cuando Lizzy y sus tíos hacen una parada en su camino para visitar Pemberley, la ama de llaves les anuncia que el señor de la casa no está, pero que pueden recorrer la propiedad. Durante el recorrido, Elizabeth escucha la opinión del ama de llaves de Darcy y se da cuenta de que es respetado y admirado por sus subalternos. Mientras Lizzy recorre la mansión, Darcy llega a Pemberley y vuelven a encontrarse.  Poco a poco Elizabeth comienza a descubrir el verdadero carácter del joven, pero la noticia de la huida de Lidia (su hermana menor) con Wickham los separa nuevamente. Darcy busca a Lidia y a Wickham en secreto, y tras ofrecerles dinero logra convencer a Wickham para que se casen, de forma que el nombre de la familia no se vea envuelto en el escándalo.
Bingley en compañía de Darcy regresa a Netherfield y se compromete con Jane, Lizzie ve la mano de Darcy detrás de este repentino cambio y se entera además de su participación en la boda de su hermana. Todas sus dudas desaparecen y descubre que se ha enamorado de Darcy. 
«¡Cuánto le dolieron a Elizabeth su ingratitud y las insolentes palabras que le había dirigido! Estaba avergonzada de sí misma, pero orgullosa de él, orgullosa de que se hubiera portado tan compasiva y noblemente.»
Darcy se entera de que su tía ha pedido explicaciones a Lizzie por un posible compromiso y tras hablar con la joven y confesarse mutuamente que aún están enamorados, se comprometen. 
«Si Elizabeth hubiese sido capaz de mirarle a los ojos, habría visto cuán bien se reflejaba en ellos la delicia que inundaba su corazón; pero podía escucharle, y los sentimientos que Darcy le confesaba y que le demostraban la importancia que ella tenía para él, hacían su cariño cada vez más valioso.»

## Las frases de Darcy
"–Me parece tolerable, pero no lo suficientemente hermosa como para tentarme (al referirse a Lizzy Bennet)."
"–Sí –replicó Darcy, sin poder contenerse por más tiempo–, pero eso fue cuando empecé a conocerla, porque hace ya muchos meses que la considero como una de las mujeres más bellas que he visto"
"He luchado en vano. Ya no puedo más. Soy incapaz de contener mis sentimientos. Permítame que le diga que la admiro y la amo apasionadamente, por favor tenga a bien aceptar mi mano".
"–Los motivos pueden parecerle insuficientes en cuanto al asunto con Bingley; pero lo hice para ayudar a un amigo."
"–Es usted demasiado generosa para burlarse de mí. Si sus sentimientos son aún los mismos que en el pasado abril, dígamelo de una vez. Mi cariño y mis deseos no han cambiado, pero con una sola palabra suya, no volveré a insistir más."

## Actores que han interpretado a Darcy
| Año  | Actor                | Película o serie de TV                                           | País                              | Nota                                                                            |
| ---- | -------------------- | ---------------------------------------------------------------- | --------------------------------- | ------------------------------------------------------------------------------- |
| 1938 | Andrew Osborn        | Pride and Prejudice (TV)                                         | Gran Bretaña                      |                                                                                 |
| 1940 | Laurence Olivier     | Pride and Prejudice                                              | Estados Unidos                    |                                                                                 |
| 1949 | John Baragrey        | Philco Television Playhouse (TV)                                 | Estados Unidos                    |                                                                                 |
| 1952 | Peter Cushing        | Pride and Prejudice (TV miniserie)                               | Gran Bretaña                      |                                                                                 |
| 1957 | Franco Volpi         | Orgoglio e pregiudizio (TV)                                      | Italia                            |                                                                                 |
| 1958 | Alan Badel           | Pride and Prejudice (TV serie)                                   | Gran Bretaña                      |                                                                                 |
| 1958 | Patrick Macnee       | General Motors Theatre -Episodio: Pride and Prejudice (TV serie) | Canadá                            |                                                                                 |
| 1961 | Ramses Shaffy        | De vier dochters Bennet(TV miniserie)                            | Alemania                          |                                                                                 |
| 1967 | Lewis Fiander        | Pride and Prejudice (TV serie)                                   | Gran Bretaña                      |                                                                                 |
| 1980 | David Rintoul        | Pride and Prejudice (TV miniserie)                               | Gran Bretaña                      |                                                                                 |
| 1995 | Colin Firth          | Pride and Prejudice (TV miniserie)                               | Gran Bretaña                      |                                                                                 |
| 2003 | Orlando Seale        | Pride and Prejudice                                              | Estados Unidos                    | Versión moderna                                                                 |
| 2004 | Martin Henderson     | Bride & Prejudice                                                | Gran Bretaña/India/Estados Unidos | Versión moderna                                                                 |
| 2005 | Matthew Macfadyen    | Pride & Prejudice                                                | Gran Bretaña                      |                                                                                 |
| 2008 | Elliot Cowan         | Lost in Austen (TV miniseries)                                   | Gran Bretaña                      | Adaptación de fantasía                                                          |
| 2011 | Caleb Grant          | A Modern Pride and Prejudice                                     | Estados Unidos                    | Versión moderna                                                                 |
| 2011 | Daniel Vincent Gordh | The Lizzie Bennet Diaries                                        | Estados Unidos                    | Versión moderna, Webserie                                                       |
| 2013 | Matthew Rhys         | Death Comes to Pemberley                                         | Gran Bretaña                      | Secuela, adaptación de la novela homónima de P. D. James                        |
| 2016 | Sam Riley            | Orgullo y Prejuicio y Zombis                                     | Gran Bretaña/Estados Unidos       | Basada en la novela parodia Orgullo y Prejuicio y Zombies de Seth Grahame-Smith |

## Darcy en la literatura
También en el libro El hombre que amó a Jane Austen aparece un Fitzwilliam Darcy como personaje principal, el cual, al llevar tal nombre, también es descrito como un hombre atractivo y poseedor de Pemberley Farms. En este libro se cuenta la historia de una ficticia realidad en la que este Fitzwilliam Darcy de Pemberley Farms fue realmente el Fitzwilliam Darcy al que describió Jane Austen en su novela Orgullo y Prejuicio.
También en el libro de La pasión de Mr Darcy aparece un personaje más romántico y apasionado, que le da un toque distinto a la historia, pero siguiendo el estilo de Jane Austen, siendo una de las variaciones más vistas por las fanes de la gran escritora.